# San Julián, Jalisco
San Julián là một đô thị thuộc bang Jalisco, México. Năm 2005, dân số của đô thị này là 12974 người.